# Kalemie
Kalemie, anteriorment Albertville o Albertstad, és una ciutat en la riba occidental de Llac Tanganyika en la República Democràtica del Congo, província de Katanga. La ciutat és propera a la sortida del riu Lukuga des del Llac Tanganyika cap al riu Lualaba. El 2012 tenia 146.974 habitants. El 1950 constava amb 27.000 habitants.
Kalemie és ciutat germana de Steinheim a Alemanya.

## Història
El lloc militar d'Albertville va ser fundat el 30 de desembre de 1891 pel capità Jacques de l'Estat Lliure del Congo. Estava localitzat 15 quilòmetres al sud del riu Lukuga. El sergent Alexis Vrithoff fou mort el 5 d'abril de 1892 quan defensava Albertville contra un atac dels comerciants d'esclaus àrabs. L'estació va ser assetjada pels àrabs basats a Kataki del 16 d'agost de 1892 fins a l'1 de gener de 1893. Després que els àrabs van deixar el territori, l'original Albertville fou gradualment abandonada, i el nom va esdevenir lligat al lloc militar de M'Toa al nord del Lukuga, el lloc de la moderna Kalemie.
El 1914 Albertville fou la base per les forces belgues en la campanya africana de l'est. El ferrocarril va assolir Albertville el 1915, i el 1916 el port va ser construït i les mines de carbó a Greinerville van obrir. Al final de 1940 una base militar sud-africana va ser establerta a Albertville, més tard britànica, per enviar tropes a Kènia i Abissínia.
Albertville fou atacada per mercenaris sota el Major Mike Hoare durant les operacions contra la Rebel·lió Simba l'agost de 1964. El 1971, com a resultat de l'anomenada zairianització, Albertville va canviar el seu nom a Kalemie.
La ciutat allotja la important Universitat de Kalemie, la qual inclou una biblioteca.

## Economia
Kalemie és una ciutat important a la província de Katanga; les fabricacions inclouen ciment, productes alimentaris i textils.
La ciutat serveix com a centre de distribució pels minerals de la zona com coure, cobalt, zinc, llautó, i carbó.
Kalemie es troba al centre de les línies de ferrocarril a Nyunzu, Kindu, Kabalo i Lubumbashi.
La construcció d'un ferrocarril de Kalemie a Bukavu a través de la ciutat de Baraka per obrir la regió del Kivu, va ser proposada.

## Llengues
Tot i que francès és la llengua oficial, la principal a Kalemie és un dialecte de Kiswahili de Tanzània. Aquest dialecte és parlat al llarg de la part oriental del Congo (incloent les províncies de Kivu Nord, Kivu Sud, Maniema, Katanga i la Província Oriental (Congo), Kasai Occidental i Kasai Oriental) i gairebé tot el trajecte a través de la frontera de Katanga amb Angola és anomenada Kingwana.

## Kalemie Port
El port a Kalemie va ser construït per connectar la línia de tren dels Grans Llacs (del punt on el Kabalo creua amb el riu Lualaba) al port lacustre tanzani i al ferrocarril de Kigoma, d'on la via fèrria porta fins al port de mar de Dar es Salaam. El port va ser construït amb una capacitat de 500 tones per dia amb dos torns. Actualment, les grues no són funcionals, i els vaixells no poden assolir el moll a causa del sediment procedent del llac. Els edificis del port també requereixen rehabilitació. A més, la línia de ferrocarril durant uns 100 km a l'oest de Kalemie està 'molt degradada' i no plenament operacional.
El port de Kalemie és també utilitzat per serveis de barca cp al nord, al Llac Tanganyika, amb els ports de Kalundu-Uvira i Bujumbura a Burundi, i al sud a Moba i Mpulungu a Zàmbia.
El port és operat per la companyia SNCC que també opera els ferrocarrils del Congo (excepte la línia Matadi-Kinshasa) així com serveis de barca en la part oriental del país.

## Terratrèmol del 2005
El terratrèmol del Llac Tanganyika va copejar la ciutat el 5 de desembre de 2005. L'epicentre era aproximadament 10 km (6.2 mi) km sota la superfície de Llac Tanganyika, a uns 55 km al sud-est de Kalemie. Com a mínim dotzenes de cases van ser destruïdes.